# Nagayo
Nagayo (japanska: 長与町?, Nagayo-chō) är en landskommun (köping) i Nagasaki prefektur i Japan. 